# M 612
Das Schiff M 612 war ein deutsches Minensuchboot vom Typ 1943 im Zweiten Weltkrieg, das lediglich drei Wochen lang im Dienst stand. Bekannt wurde es durch eine Meuterei nach Inkrafttreten der Teilkapitulation der Deutschen Wehrmacht für Nordwestdeutschland, Holland und Dänemark am 5. Mai 1945. Elf Besatzungsmitglieder wurden daraufhin von einem Marine-Standgericht zum Tode verurteilt und noch am selben Tag an Bord auf der Reede vor Sønderborg (dt. Sonderburg, Dänemark) erschossen und ihre Leichname versenkt.

## Dänemark im Mai 1945
Nachdem am 2. Mai 1945 Lübeck und am folgenden Tag Hamburg von britischen Truppen besetzt worden war, unterzeichnete am 4. Mai der Oberbefehlshaber der Kriegsmarine, Generaladmiral Hans-Georg von Friedeburg, im Auftrag des letzten Reichspräsidenten Karl Dönitz die Kapitulation all jener Wehrmachteinheiten, die im Nordwesten den Truppen des britischen Feldmarschalls Bernard Montgomery gegenüberstanden. Die Teilkapitulation wurde am 5. Mai 1945 um 5 Uhr allen betreffenden deutschen Truppen über Funk bekanntgegeben und trat am selben Tag um 8 Uhr (MESZ) in Kraft; sie bedeutete die Waffenstreckung aller unter deutschem Kommando stehenden militärischen Einheiten in Holland (der Urkundentext spricht nicht von den Niederlanden!), Nordwestdeutschland (unter ausdrücklicher Nennung von Helgoland, den Inseln und Schleswig-Holstein) und Dänemark. Allerdings wurden diese Einheiten zunächst nicht entwaffnet, und auch das besetzte Territorium blieb vorläufig unter deutscher Kontrolle. Selbst der Dänische Freiheitsrat war angesichts der großen anstehenden Probleme (nicht zuletzt durch die zahlreichen deutschen Flüchtlinge) einstweilen nicht daran interessiert, die Autorität der Wehrmacht in Frage zu stellen; folgerichtig lieferten die dänischen Widerstandskämpfer beispielsweise in Svendborg fahnenflüchtige deutsche Soldaten umgehend der Wehrmachtsgerichtsbarkeit aus.
Hintergrund der auf deutsches Betreiben hin zustandegekommenen Teilkapitulation war das Bemühen, vor einer Gesamtkapitulation möglichst noch Zeit – und Transportkapazität – zu gewinnen, um Flüchtlingen und Wehrmachtssoldaten das Entkommen aus dem sowjetischen Machtbereich in den der Westalliierten zu ermöglichen. Die einzige verbliebene Route für die Flüchtlinge führte über die Ostsee, wo die Kriegsmarine bereits seit Monaten eine großangelegte Evakuierungsaktion betrieb. Im Gefolge der Teilkapitulation wurden hierfür – mit Duldung der Briten – auch zahlreiche Einheiten der Kriegsmarine eingesetzt, für die diese Kapitulation gegolten hatte.

## Kriegseinsatz und Meuterei
Wenige Wochen vor Kriegsende wurde M 612 von der Neptun Werft Rostock ausgeliefert. Es war das letzte Schiff, das diese Werft vor Kriegsende verließ; am 11. April 1945 wurde es bei der 12. Minensuchflottille der Kriegsmarine in Dienst gestellt. Die 98-köpfige Besatzung bestand weitgehend aus kampfunerfahrenen 18–25-Jährigen. Über die ersten Fahrten des Bootes gibt es teils widersprüchliche Angaben. Fest steht, dass es einen Befehl gab, sich einem Schiffsverband in Richtung Kurland anzuschließen, um von dort Soldaten der gleichnamigen Heeresgruppe und deutsche Zivilisten vor den sowjetischen Truppen zu retten. Zur Vorbereitung des Einsatzes steuerte das Boot am 3. Mai von Kiel aus zunächst Sonderburg und am nächsten Tag Fredericia an, um dort Treibstoff zu bunkern. Bei der Fahrt dorthin war die Mannschaft über das Ziel der Unternehmung in Kenntnis gesetzt worden; als jedoch am Abend des 4. Mai die Teilkapitulation bekannt wurde, beschlossen Teile der Mannschaft, am nächsten Morgen den Kapitän und die Offiziere festzusetzen und so den Kurland-Einsatz zu verhindern. Anführer der Meuterer war der 21-jährige Maschinenmaat Heinrich Glasmacher.
Nachdem am 5. Mai um 8 Uhr morgens – pünktlich zum Inkrafttreten der Teilkapitulation – die Leinen losgeworfen worden waren, setzten die Meuterer ihren Plan in die Tat um und hatten damit zunächst Erfolg: Zuerst wurde der Kommandant bei vorgehaltener Pistole in eine Kammer eingesperrt, anschließend wurden alle übrigen Offiziere unter Waffendrohung festgesetzt. Glasmacher übernahm die Schiffsführung und nahm Kurs auf Flensburg (nach anderen Angaben auf Kiel), wo die Besatzung möglicherweise an Land gehen wollte.
Zur Beteiligung einzelner Besatzungsmitglieder werden in der Begründung des später verhängten Standgerichtsurteils folgende Angaben gemacht:

„Masch.Mt. Rust verweigerte dem lt. Maschinisten den Zutritt zum Maschinenraum; auch ordnet er an, dass kein Offizier oder Feldwebel den Maschinenraum betreten sollte. Fwk.Hpt.Gefr. Nuckelt, der die 7 Gewehre unter Verschluss hatte, verteilte die Gewehre unter die Mannschaften. Btsmt. Kollenda liess sich von Mtr.Gefr. Möller eine Pistole geben, um die Offiziere in Schach zu halten. Mtr.Ob.Gefr. Kölle, der eine eigene Pistole hatte, bewachte den Kommandanten, als dieser in die Kammer eingesperrt war. Mtr.Ob.Gefr. Czak, der sich von Fwk.Hpt.Gefr. Nuckelt ein Gewehr hatte geben lassen, sorgte ebenfalls für ‚Ordnung‘ im Sinne der Meuterer. Die Mtr.Ob.Gefr. Peters und Roth drangen in eine Kammer, wo 2 Offiziere schliefen, und holten sich deren Pistolen. Mtr.Ob.Gefr. Schwirtz hatte sich ebenfalls ein Gewehr aushändigen lassen. Matr.Ob.Gefr. Prenzler hat zugegeben, dass er mit Waffengewalt ein Auslaufen nach Kurland verhindern wollte und hat mit der Pistole die Offiziere bedroht. Matr.Ob.Gefr. Wilkowski hat mit der Pistole die Offiziere bedroht. Matr.Ob.Gefr. Mittelhauser hatte sich von Peters eine Pistole geben lassen und hielt Wache beim Kommandanten, und zwar auf ‚Befehl‘ von Glasmacher und Kolenda. Der Angeklagte Müller hatte den ‚Befehl‘ bekommen, die festgesetzten Offiziere in die Kammer einzuschliessen und führte dies auch aus. Die Offiziere blieben insgesamt etwa 2½ Stunden in ‚Haft‘. Der Angeklagte Pretzke ging in die Kammer, wo 2 Offiziere schliefen und befahl ihnen mit vorgehaltener Pistole, Ruhe zu bewahren und sich gefangen zu geben.“

Auf dem Weg nach Süden wurde M 612 im Alsensund von S 65 und S 68, zwei Schnellbooten der in Flensburg stationierten 3. S-Schul-Flottille, die Fahrrinne versperrt, nachdem man dort Verdacht geschöpft hatte, weil kein Offizier auf der Brücke des Minensuchbootes zu sehen war und auch eine Anfrage nach dem Kommandanten von M 612 über Signalscheinwerfer unbeantwortet geblieben war. Das sichtbare Klarmachen der Torpedorohre der Schnellboote machte den Meuterern schnell die Aussichtslosigkeit ihrer Situation klar. Bald darauf enterte ein Offizierskommando von den Schnellbootbegleitschiffen Herrmann von Wissmann und Carl Peters unter Leitung des Korvettenkapitäns Georg Stuhr-Christiansen das gestoppt liegende Minensuchboot, dessen Besatzung sich widerstandslos entwaffnen ließ. Der I. Offizier von M 612, Leutnant z. S. Helmut Süß, identifizierte anschließend 20 „Rädelsführer“, die umgehend gefangengesetzt wurden.

## Prozess und Hinrichtung
Noch am gleichen Tag trat auf Anordnung des Führers der Minenschiffe, Kapitän zur See Hugo Pahl, an Bord von M 612 ein Standgericht gegen die 20 Festgesetzten zusammen. Den Vorsitz hatte Marineoberstabsrichter Franz Berns. Als Ankläger fungierte Marinestabsrichter Adolf Holzwig. Der Verteidiger war ein Hauptgefreiter. Die Verhandlung begann nach 18.00 Uhr und dauerte weniger als eine Stunde. Die Untersuchung stützte sich vor allem auf die Aussagen des I. Offiziers, Leutnant zur See Helmut Süß, der Angaben zur Beteiligung an der Meuterei machte. Es wurden elf Besatzungsmitglieder zum Tode und vier Besatzungsmitglieder zu Zuchthausstrafen von drei Jahren verurteilt. Fünf Mann wurden freigesprochen. Als Gerichtsherr bestätigte Kapitän zur See Hugo Pahl die Urteile und machte von der Möglichkeit einer Begnadigung keinen Gebrauch.
Nachdem die Offiziere mit der Urteilsbestätigung an Bord eingetroffen waren, begann um 23.35 Uhr des 5. Mai 1945 die Erschießung der zum Tode Verurteilten auf der von Scheinwerfern beleuchteten Back von M 612. Der 20-köpfige Exekutionspeleton bestand aus Zwangsrekrutierten der im Hafen liegenden Marineeinheiten, nachdem sich keiner freiwillig gemeldet hatte. Die gesamte Besatzung von M 612 einschließlich aller Verurteilten musste, wie in solchen Fällen üblich, der Hinrichtung beiwohnen. Die zum Tode Verurteilten standen jeweils zu zweit, ungefesselt und ohne Augenbinde, vor dem Erschießungskommando. Nach den jeweiligen Erschießungen hatten die vier zu Zuchthaus verurteilten Besatzungsmitglieder ihre toten Kameraden, mit Torpedoteilen als Grundgewichten beschwert, in der See zu versenken, bevor die nächsten beiden Verurteilten vor das Erschießungskommando treten mussten. Heinrich Glasmacher, der Anführer, wurde als Letzter erschossen.

## Zum Tode Verurteilte
- Wilhelm Bretzke, Matrose, * 20. Oktober 1922 in Dortmund
- Heinrich Glasmacher, Maschinenmaat, * 21. Februar 1924 in Neuss
- Reinhold Kolenda, Bootsmaat, * 20. November 1924 in Beuthen O.S.
- Gustav Kölle, Matrosenobergefreiter, * 14. Juli 1923 in Dreilingen
- Helmut Nuckelt, Feuerwerkshauptgefreiter, * 19. April 1921 in Essen
- Rolf Peters, Matrosenobergefreiter, * 6. Februar 1924 in Rostock
- Gerhard Prenzler, Matrosenobergefreiter, * 1. April 1924 in Groß Kölzig
- Gustav Ritz, Matrosenobergefreiter, * 5. August 1922 in Milaszew (Wolhynien)
- Anton Roth, Matrosenobergefreiter, * 22. Oktober 1924 in Forchheim
- Bruno Rust, Maschinenmaat, * 1. März 1923 in Berlin
- Heinz Wilkowski, Matrosenobergefreiter, * 25. Oktober 1923 in Calbe (Saale)

## Nach der Vollstreckung
Nach der Vollstreckung der Todesurteile lief M 612 in den Sonderburger Hafen ein. Dort ging Leutnant z. S. Süß von Bord. Nachdem es anfänglich hieß, dass M 612 doch noch nach Kurland laufen sollte, fuhr das M-Boot nach Flensburg, wo die restliche Besatzung von Bord und in Gefangenschaft ging.
Im Laufe des Jahres 1945 wurden sieben der Leichname am Strand angeschwemmt und zunächst anonym bestattet. Nachdem die Vorgänge im Oktober 1945 bekannt geworden waren, wurden die Militärjustizopfer umgebettet und haben nun auf dem Friedhof der Christianskirche von Sønderborg ihre letzte Ruhestätte.
Ein Ermittlungsverfahren gegen den Gerichtsherren des Standgerichtsverfahrens, Hugo Pahl, wurde 1949 eingestellt.

## Rezeption und Ehrung
Der aus Düsseldorf stammende Journalist Hugo Braun traf Anfang 1967 im Ost-Berliner Presseclub in der Friedrichstraße einen Autor der Junge Welt, der ihn auf die Geschichte „verschwundener“ Matrosen aufmerksam machte. Braun recherchierte daraufhin zu den Namen der Matrosen.
Am 1. März 1967 wurde in Peenemünde anlässlich des 11. Jahrestages der Nationalen Volksarmee drei Landungsbooten die Namen dreier erschossener Matrosen von M 612 verliehen: Heinz Wilkowski, Rolf Peters und Gerhard Prenzler.
Das Ereignis wurde 1970 unter dem Titel Rottenknechte unter der Regie von Frank Beyer für das Fernsehen der DDR verfilmt. Eine Hauptrolle spielt darin Dieter Mann in der Rolle des Heinrich Glasmacher. Die Erzählung Ein Kriegsende von Siegfried Lenz behandelt eine Situation wie das Geschehen auf M 612.
In Sønderborg wurde am 9. September 2020 eine Gedenkstätte errichtet. In Flensburg wurden im Mai 2025 elf Stolpersteine für die Hingerichteten verlegt. (→ Liste der Stolpersteine in Flensburg)